# 何桂藍
何桂藍（英語：Gwyneth Ho Kwai-lam，1990年8月24日—），前《立場新聞》記者，曾參與採訪反修例運動，於元朗襲擊事件中被襲擊。2020年，何參選香港立法會議員，後被裁定「非真誠擁護《基本法》」而遭取消參選資格；次年，因此前參加民主派初選而遭以「顛覆國家政權罪」被捕並遭起訴，至2024年被判罪名成立而判監7年。

## 早年
1990年8月24日出生。畢業於中華基督教會基慧小學，後畢業於可風中學，大學期間修讀清華大學英文系，畢業後通過伊拉斯謨世界計劃於歐盟聯合碩士課程，就讀新聞、媒體與全球化碩士學位課程。

## 記者生涯
2011年在香港電台擔任實習記者，翌年開始在《主場新聞》（《立場新聞》前身）撰寫港澳社會運動的報導，曾任職英國廣播公司中文網記者。
何桂藍亦為台灣網路媒體《報導者》擔任特約記者，曾到訪烏克蘭首都基輔採訪當地民眾對廣場革命勝利後的看法，也曾聯同劉細良、羅冠聰等人為反修例運動編寫記實。
何桂藍接受香港電台《鏗鏘說》訪問時表示，自己在雨傘革命發生前閱讀到一篇由記者張潔平在《紐約時報》中文網的報導，當時感到十分震撼，影響她認為香港需要更多「既有脈絡，又有分析」的報導。

### 直播佔領立法會
2019年7月1日晚反修例運動示威者進入並佔領立法會期間，四名示威者堅持留守會議廳，警方同時亦宣布即將清場。期後在警方清場期間，一批已離開會議廳的示威者重返會議廳，呼籲四名留守人士離開並高呼「要走一齊走！」。何桂藍於直播中採訪到其中一名示威者，一名相信是示威者的少女回答：「每個人都很怕，但我們更害怕明日見不到他們四個（示威者），所以決定全部人一起上來，和他們一起離開。他們不走，我們也不走！」何桂藍聽到後落淚。

### 直播元朗襲擊

何桂藍被陳志祥襲擊一刻，截至襲擊發生兩年後陳志祥仍然未被拘捕

2019年7月21日晚上發生元朗襲擊事件，一群黑社會鄉事背景施襲者在元朗持械無差別襲擊市民，何桂藍在港鐵西鐵綫元朗站直播採訪期間，因為遭到有黑社會背景的施襲者陳志祥襲擊而倒地受傷流血。直播片段直擊何被毆打的過程，正面拍攝到陳志祥追打何桂藍的過程。後來她更被打至倒地及尖叫，用於直播的智能電話更是跌到地上，使畫面朝天。何桂藍事後受訪時，形容當時的直播片段的「視覺和聲音的震撼」放大了她的經歷。

### 回應監警會報告
2020年5月15日，監警會發表反修例運動事件審視報告，當中在提到關於元朗襲擊事件的部分時，監警會稱無證據證明警黑勾結，又稱即時拘捕白衣人是不切實際。何桂藍隨後在Facebook以直播形式作出回應，陳述其本人在元朗襲擊現場採訪的經驗，認為監警會報告扭曲事實，偽造真相。

## 政治生涯

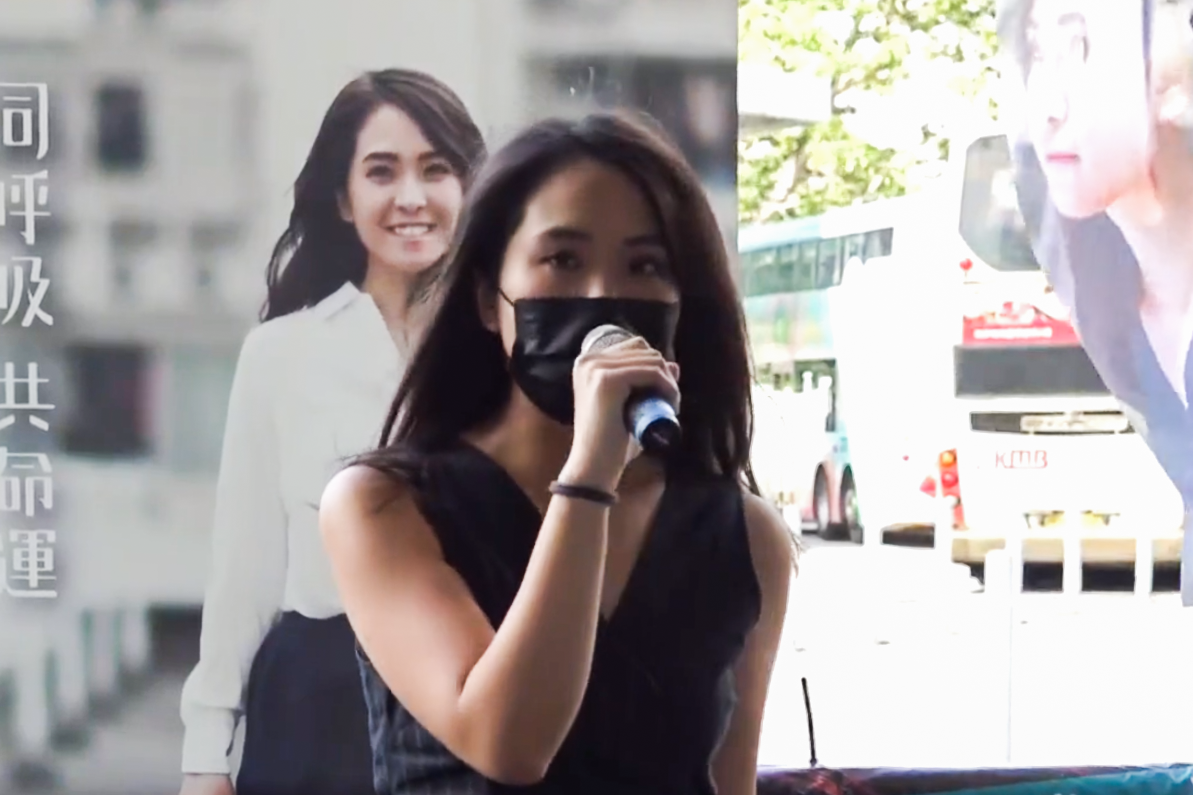
何桂藍宣布參與新界東民主派初選

### 2020年立法會選舉
2020年香港立法會選舉，何桂藍與袁嘉蔚、張崑陽、黃之鋒、朱凱迪、岑敖暉等抗爭派組成選舉聯盟，參加民主派舉辦的初選，何桂藍在新界東以26,802票得票第一成功出線。
7月25日，在何桂藍遞交提名報名出戰新界東地區直選後數日，便與同區出戰的民間集會團隊發言人劉頴匡，以及競逐連任的公民黨立法會議員楊岳橋，同時接收到當區選舉主任楊蕙心的信件，就多項議題的立場向其詢問，包括涉及其曾簽署反對港版國安法的聲明、爭取外國制裁、否決財政預算案等範疇，而有關舉動被指是剝奪何桂藍等人之參選資格的前奏。2020年7月30日，何桂藍及其他11名民主派參選人遭到香港特區政府剝奪參選資格。

### 香港民主派初選大搜捕
2021年1月6日，何桂藍因去年參與民主派初選，而與其他50多名民主派初選參與者一同遭到香港警察以港版國安法中「顛覆國家政權罪」的罪名大規模搜捕。2月28日，香港警察以港版國安法中「串謀顛覆國家政權」的罪名起訴何桂藍等47名被捕人士並即時還柙。翌日在西九龍裁判法院提堂，開庭前何桂藍於內庭表示自己未能與律師會面。馬拉松式審訊進行至3月4日，上午近11點開庭，何桂藍選擇自辯陳詞，表明不會接受任何限制言論自由的保釋條件。她表現硬朗，自辯完畢後，沒有繞過眾多被告回到自己座位，反而單手按著後方欄杆，跳起跨過後方的椅子，返回自己的位置就座，主審庭內亦傳出掌聲。審訊期間，她看撿來的報紙。最終總裁判官蘇惠德未批准何桂藍等32人保釋，將案件押後再訊。
2024年5月30日，何被裁定「串謀顛覆國家政權」罪成，法官在裁決中指其最為激進，試圖變更香港現有政治制度，反對「一國兩制」。何未作任何求情。11月19日，何被判囚七年。

## 榮譽
何桂藍於2018年的報道《【北進．未竟】「雨傘運動最令人痛心的，是中國失去了陳健民」》為立場新聞奪得亞洲出版協會（SOPA）「2018年卓越新聞獎 - 卓越專題特寫獎」優異獎（Honorable Mention）。
2023年2月2日，美國國會4名議員發表聲明稱提名包含何桂藍在內的六名香港人角逐諾貝爾和平獎。

## 外部連結
- YouTube上的何桂藍頻道
- 何桂藍的Instagram帳戶
- 何桂藍的Facebook個人帳戶
- 何桂藍的X（前Twitter）